# Olympiazentrum (Münchens tunnelbana)

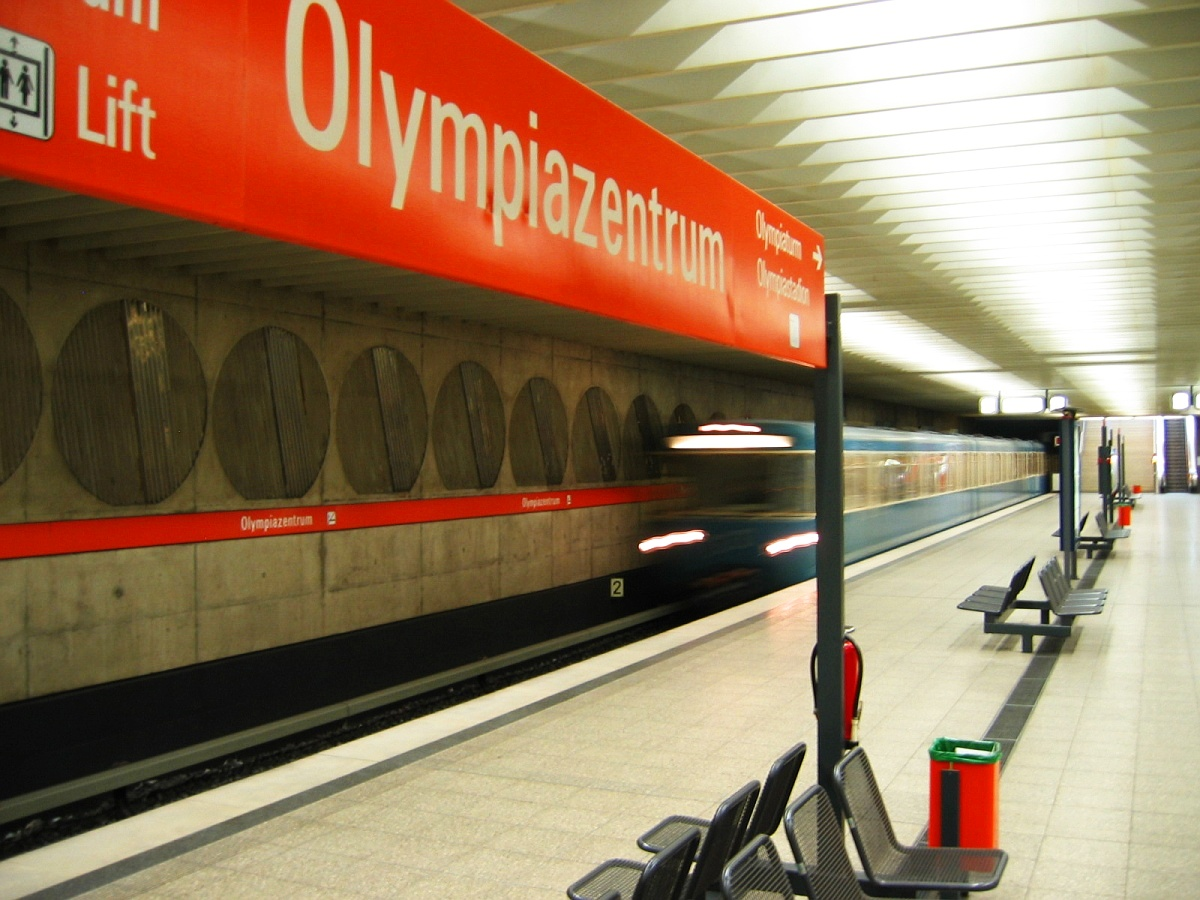
Olympiazentrum

Olympiazentrum är en station i Münchens tunnelbana som öppnade för trafik 8 maj 1972. Tunnelbanestationen har fyra spår för att kunna ha en stor kapacitet och ligger under en bussterminal. Via den norra uppgången kommer man till Münchens olympiaby och via den södra BMW Welt och Münchens olympiapark. 
Stationen ligger nedanför en busstation och parallellt med Lerchenauer Strasse. Golven på de två plattformarna har anlagts med ett kiselstensmotiv som reflekterar ljuset från belysningen i taket. Det är täckt med aluminiumlameller. Stationen skulle egentligen ha hetat Oberwiesenfeld, för att den fram till förlängningen av U3 till köpcentret Olympia 2007 var en del av den orange linjen Olympiazentrum (Oberwiesenfeld). 1990 byttes de orange plastmöblerna ut mot metallsäten, liksom de som används på de andra stationerna.